# Bitwa pod Coulmiers
Bitwa pod Coulmiers – starcie zbrojne, które miało miejsce 9 listopada 1870 roku pod wsią Coulmiers na zachód od Orleanu. 

## Przebieg bitwy

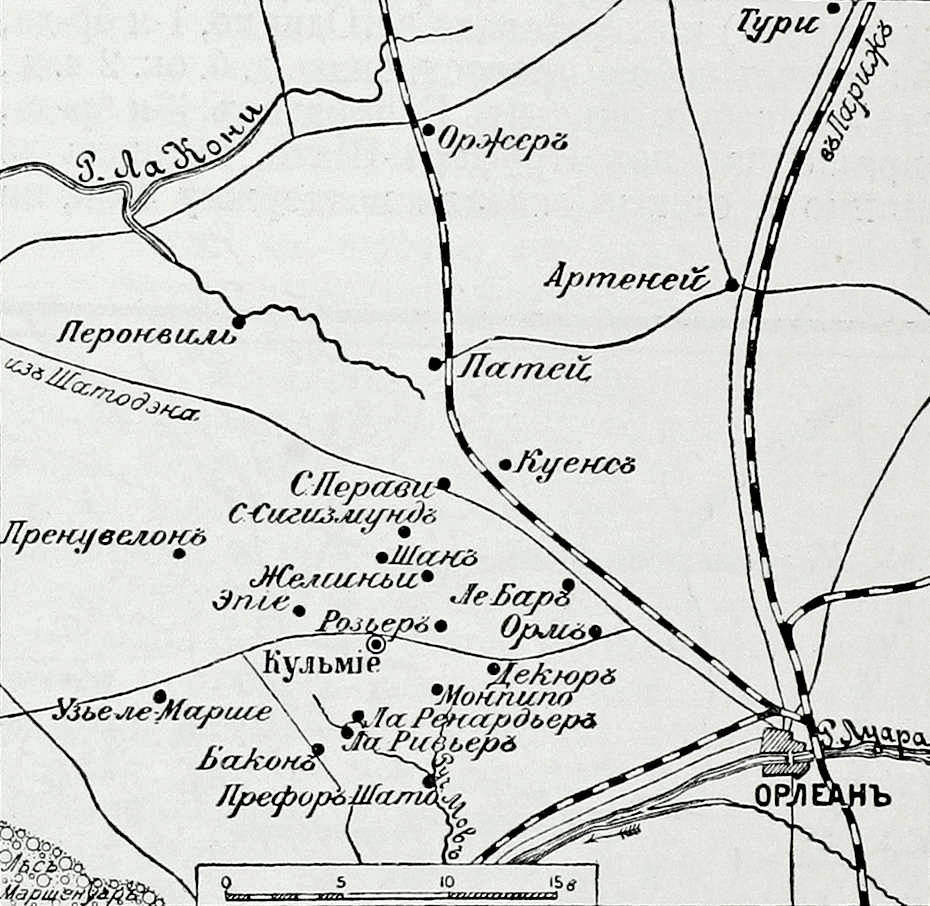
Bitwa pod Coulmiers, encyklopedia wojskowa St. Petersburg

Bitwa została stoczona pomiędzy francuską Armią Lotaryngii dowodzoną przez Louisa d’Aurelle de Paladinesa oraz siłami bawarskimi dowodzonymi przez generała Ludwiga von der Tann-Rathsamhausena. Francuzi zidentyfikowali obóz bawarskiej piechoty znajdujący się pod Coulmiers. Pierwszy atak rozpoczął się o 13:30 szturmem masy francuskiej piechoty. Bawarska piechota wystrzelała wszystkie naboje i zaczęła być ostrzeliwana przez artylerie. Drugi atak miał miejsce o 15:00. Bawarczycy, przy zmasowanym ostrzale francuskiej artylerii, walczyli zaciekle przeciwko znacznie bardziej liczebnym Francuzom. O zmroku generał Tann wycofał się w kierunku Angerville. 

## Po bitwie
Wiadomość o zwycięstwie dotarła do Paryża i wywołała wśród obleganych obrońców stolicy euforię. Gotowość osiągnęły trzy nowe francuskie korpusy, natomiast Armia Lotaryngii wciąż maszerowała na Paryż mimo sprzeciwu d’Aurelle, który uważał, że należy poczekać z marszem, aby zregenerować wyczerpane zapasy armii.